# Ngauruhoe
Ngauruhoe este un vulcan activ din Parcul Național Tongariro, situat pe platoul central de pe insula de nord a Noii Zeelande. Cu altitudinea de 2.291 m deasupra n.m. este cel mai înalt munte din masivul Tongariro. Vulcanul se află la 25 km de Lacul Taupo, la sud de Ruapehu care este cel mai înalt munte al insulei de nord, iar la est se află regiunea aridă deșertul Rangipo. Prima erupție a vulcanului se estimează că ar fi fost în urmă cu 2.500 de ani. Ngauruhoe este considerat cel mai activ vulcan al secolului XX, în acest timp a erupt de 45 de ori. Ultima erupție a avut loc în anul 1975; în prezent vulcanul cu două cratere fumegă, ca dovadă a activității vulcanului.